# علیرضا بهبودی
علیرضا بهبودی (زاده ۱۹ اسفند ۱۳۵۷ - قزوین) والیبالیست ایرانی در پست پاسور است. بهبودی سابقه بازی در ارتعاشات صنعتی و شهرداری ارومیه و باریج اسانس و در مقطعی تیم ملی والیبال مردان ایران را دارد.